# Biathlon na Zimowych Igrzyskach Olimpijskich 1984 – sztafeta
Biathlonowa sztafeta mężczyzn na Zimowych Igrzyskach Olimpijskich 1984 na dystansie 4 x 7,5 km odbyła się 17 lutego. Była to druga konkurencja biathlonowa podczas tych igrzysk. Zawody odbyły się na trasach w kompleksie olimpijskim Igman, niedaleko Sarajewa. Do biegu zostało zgłoszonych 17 reprezentacji. 
Tytuł mistrzów olimpijskich obroniła reprezentacja ZSRR, dla której było to czwarte zwycięstwo z rzędu. Wicemistrzami olimpijskimi zostali Norwegowie, a brązowy medal wywalczyli reprezentanci RFN.

## Wyniki
| Pozycja | Nr | Reprezentacja                                                                     | Czas                                      | Strzelanie                           | Strata   |
| ------- | -- | --------------------------------------------------------------------------------- | ----------------------------------------- | ------------------------------------ | -------- |
|         | 3  | ZSRR · Dmitrij Wasiljew · Jurij Kaszkarow · Algimantas Šalna · Siergiej Bułygin   | 1:38:51,7 24:52,4 24:34,8 25:17,8 24:06,7 | 2+9 0+1 0+1 0+3 0+0 0+1 2+3 0+0 0+0  | -        |
|         | 6  | Norwegia · Odd Lirhus · Eirik Kvalfoss · Rolf Storsveen · Kjell Søbak             | 1:39:03,9 26:56,2 23:27,6 24:46,5 23:53,6 | 2+10 0+1 2+3 0+0 0+2 0+1 0+1 0+0 0+2 | +12,2    |
|         | 13 | RFN · Ernst Reiter · Walter Pichler · Peter Angerer · Fritz Fischer               | 1:39:05,1 26:01,9 25:13,5 23:39,3 24:10,4 | 1+9 0+0 0+0 0+2 1+3 0+0 0+0 0+2 0+2  | +13,4    |
| 4       | 5  | NRD · Holger Wick · Frank-Peter Roetsch · Matthias Jacob · Frank Ullrich          | 1:40:04,7 26:01,2 23:52,6 24:32,8 25:38,1 | 1+9 0+0 1+3 0+0 0+0 0+0 0+3 0+1 0+2  | +1:13,0  |
| 5       | 7  | Włochy · Adriano Darioli · Gottlieb Taschler · Johann Passler · Andreas Zingerle  | 1:42:32,8 26:14,3 25:43,5 25:50,4 24:44,6 | 0+9 0+0 0+3 0+0 0+1 0+1 0+3 0+0 0+1  | +3:41,1  |
| 6       | 9  | Czechosłowacja · Jaromír Šimůnek · Zdeněk Hák · Peter Zelinka · Jan Matouš        | 1:25:57,0 25:59,5 25:06,4 26:16,2 25:18,4 | 4+11 0+2 0+0 0+2 0+1 0+0 1+3 0+0 3+3 | +3:48,8  |
| 7       | 16 | Finlandia · Keijo Tiitola · Toivo Mäkikyrö · Arto Jääskeläinen · Tapio Piipponen  | 1:43:16,0 25:58,9 26:08,4 26:29,9 24:38,8 | 2+10 0+2 0+0 0+1 1+3 0+0 0+0         | +4:24,3  |
| 8       | 2  | Austria · Rudolf Horn · Walter Hörl · Franz Schuler · Alfred Eder                 | 1:43:28,1 26:17,2 25:48,6 26:18,7 25:03,6 | 1+11 0+1 0+1 1+3 0+0 0+1 0+3 0+0 0+2 | +4:36,4  |
| 9       | 17 | Francja · Francis Mougel · Éric Claudon · Yvon Mougel · Christian Poirot          | 1:43:57,6 27:23,6 25:36,1 26:22,9 24:35,0 | 3+10 2+3 0+2 0+0 0+0 1+3 0+2 0+0 0+0 | +5:05,9  |
| 10      | 11 | Szwecja · Sven Fahlén · Tommy Höglund · Roger Westling · Ronnie Adolfsson         | 1:44:28,2 27:02,0 25:23,4 26:04,9 25:57,9 | 2+14 0+3 1+3 0+0 0+1 0+2 0+0 0+2 1+3 | +5:36,5  |
| 11      | 4  | Stany Zjednoczone · Bill Carow · Donald Nielsen Jr. · Lyle Nelson · Josh Thompson | 1:44:31,9 27:23,9 26:42,7 24:58,2 25:27,1 | 0+12 0+1 0+3 0+3 0+3 0+0 0+1 0+1 0+0 | +5:40,2  |
| 12      | 12 | Wielka Brytania · Jim Wood · Patrick Howdle · Tony McLeod · Charles MacIvor       | 1:46:17,2 27:11,6 26:20,1 26:11,1 26:34,4 | 0+13 0+1 0+0 0+1 0+2 0+1 0+3 0+3 0+2 | +7:25,5  |
| 13      | 10 | Rumunia · Vladimir Todașcă · Mihai Rădulescu · Imre Lestyan · Gheorghe Berdar     | 1:47:44,8 26:35,8 26:33,5 26:42,1 27:53,4 | 2+6 0+0 0+0 0+0 0+1 2+3 0+1          | +8:53,1  |
| 14      | 1  | Węgry · János Spisák · Gábor Mayer · László Palácsik · Zsolt Kovács               | 1:48:40,0 26:57,5 26:34,4 29:03,7 26:04,4 | 4+13 0+1 0+1 0+1 1+3 1+3 2+3 0+0 0+1 | +9:48,3  |
| 15      | 14 | Japonia · Isao Yamase · Shōichi Kinoshita · Yoshinobu Murase · Hiroyuki Deguchi   | 1:51:43,1 29:08,6 27:35,1 27:31,5 27:27,9 | 1+16 0+2 1+3 0+2 0+2 0+2 0+3 0+0 0+2 | +12:51,4 |
| 16      | 15 | Chiny · Sun Xiaoping · Long Yunzhou · Liu Hongwang · Song Yongjun                 | 1:53:04,1 28:54,4 28:09,1 28:27,0 27:33,6 | 0+11 0+1 0+2 0+0 0+2 0+3 0+1 0+1 0+1 | +14:12,4 |
| 16      | 8  | Jugosławia · Andrej Lanišek · Jure Velepec · Zoran Ćosić · Franjo Jakovac         | 1:54:13,8 28:28,7 28:32,2 28:30,5 28:42,4 | 3+15 0+2 0+2 0+1 1+3 0+0 1+3         | +15:22,1 |